# 赵涛 (1975年)
赵涛（1975年3月—），男性，中华人民共和国政治人物。中共中央党校在职研究生班学历。曾任中国共青团宁夏回族自治区委员会书记。

## 生平
曾任共青团银川市委副书记、书记，中共金凤区委常委、副区长（正处级），中共盐池县委副书记、代县长、县长，中共盐池县委书记等职。2015年5月，任共青团宁夏回族自治区委书记。
2018年7月，不再担任共青团宁夏回族自治区委书记职务。2019年12月，因严重违纪问题，被中共宁夏回族自治区纪律检查委员给予留党察看一年的处分。